# Litobiomorfs
Els litobiomorfs (Lithobiomorpha) són un ordre de miriàpodes quilòpodes que inclou els populars centcames o centpeus. Tenen el cos allargat i posseeixen 15 parells de potes, la qual cosa els diferencia dels escolopendromorfs, que també conté espècies amonedades centcames, que en tenen de 21 a 23 parells.

## Taxonomia
Els litobiomorfs inclouen dues famílies:
- Família Henicopidae Pocok, 1901
- Família Lithobiidae Newport 1844

Totes les espècies presents al Països Catalans pertanyem a la família Lithobiidae, concretament als gèneres Lithobius i Eupolybothrus.
Els craterostigmomorfs (Craterostigmomorpha), classificats antigament com un subordre dels litobiomorfs, s'han separat en ordre propi.